# Traktat kiachtański (1915)
Traktat kiachtański – porozumienie trójstronne zawarte w 1915 roku w Kiachcie pomiędzy Imperium Rosyjskim, Republiką Chińską oraz Mongolią Zewnętrzną, przyznające tej ostatniej autonomię w ramach Chin.

## Tło historyczne
W listopadzie 1911 roku niezadowoleni z rządów chińskich feudałowie mongolscy, wykorzystując trwającą w Chinach rewolucję republikańską, ogłosili niepodległość kraju. 1 grudnia 1911 roku powołany został rząd na czele z Bogda Chanem; podjęte próby osiągnięcia uznania ze strony światowych mocarstw zakończyły się jednak niepowodzeniem. Mongołowie mieli zapewnione ciche wsparcie ze strony Rosji, dążącej do zabezpieczenia swoich stref wpływu w tym kraju i podpisali z nią porozumienie w listopadzie 1912 roku. Nowy chiński rząd Yuan Shikaia początkowo odmawiał jakichkolwiek negocjacji, dopóki Rosja nie zerwie porozumienia ze stroną mongolską, co ta uczyniła i ostatecznie w listopadzie 1913 roku doszło jednak do podpisania w Pekinie umowy chińsko-rosyjskiej, w której zagwarantowano Mongolii autonomię.
Rząd Bogda Chana dążył do utworzenia w pełni niepodległego państwa złożonego z terytoriów Mongolii Zewnętrznej oraz Mongolii Wewnętrznej. Ostatecznie wobec oporu strony rosyjskiej, opowiadającej się za autonomią w ramach Chin, a także warunkującej od przystąpienia do rokowań udzielenie pożyczki oraz pomocy wojskowej, Mongołowie zgodzili się na rewizję swoich postulatów i podjęcie rozmów.

## Traktat

Terytorium Mongolii Zewnętrznej w 1915 roku

Rokowania rozpoczęły się jesienią 1914 roku. Strona mongolska dążyła do uznania całkowitej niepodległości swojego kraju, tymczasem Chińczycy negocjowali na możliwie jak najmniejsze ustępstwa. Ostatecznie 7 czerwca (25 maja starego stylu) 1915 roku podpisane zostało porozumienie, które zasadniczo potwierdzało status quo. Mongolia zgodziła się uznać suwerenność Chin w zamian za potwierdzenie autonomii wewnętrznej. Chiny zobowiązały się do nieingerowania w politykę rządu mongolskiego, nieosiedlania chińskich osadników, a także niewprowadzania na jej terytorium swoich wojsk (inne źródła mówią o ustalonym kontyngencie wojskowym). Chiny miały też prawo mianowania swojego komisarza w Urdze (dzis. Ułan Bator) i nadawania tytułu Bogda Chana. Otrzymały też prawo nadzoru nad mongolskimi liniami kolejowymi, telegraficznymi i pocztowymi. Mongolii przyznane zostało prawo do zawierania umów handlowych z państwami trzecimi, jednak bez prawa utrzymywania zagranicznych placówek dyplomatycznych. Potwierdzone zostały ponadto dotychczasowe przywileje kupców rosyjskich na obszarze Mongolii oraz eksterytorialność placówek rosyjskich. Wbrew nadziejom Mongołów, postanowienia traktatu nie objęły terenów Mongolii Wewnętrznej.
Negocjacje i ustępstwa poczynione przez rząd Yuan Shikaia były krytykowane jako „zdrada” przez chińskich nacjonalistów, ale według rosyjskiego przedstawiciela uczestniczącego w rozmowach, rząd w Pekinie osiągnął dużo, zachowując znaczącą kontrolę nad terenami Mongolii, mimo braku sił wojskowych, które pozwoliłyby taką kontrolę wymusić. Udało mu się to głównie dzięki wykorzystaniu wpływów innych państw, które miały swoje interesy w regionie: Japonii i Niemiec. Układ zawarty w Kiachcie był przestrzegany przez wszystkie strony przez okres 4 lat. W grudniu 1919 roku, wykorzystując wojnę domową w Rosji, Chiny zerwały traktat i wprowadziły do Mongolii swoje wojska.